# Habenaria acalcarata
Habenaria acalcarata là một loài thực vật có hoa trong họ Lan. Loài này được Espejo & López-Ferr. mô tả khoa học đầu tiên năm 1993.